# Ataka Mińsk
Ataka Mińsk (biał. ФК «Атака» Мінск) – białoruski klub piłkarski z siedzibą w Mińsku.

## Historia
Chronologia nazw:
- 1986—1993: Ataka-407 Mińsk (biał. «Атака-407» (Мінск))
- 1993—1996: Ataka-Aura Mińsk (biał. «Атака-Аура» (Мінск))
- 1997—1998: Ataka Mińsk (biał. «Атака» (Мінск))

Klub został założony w 1992 jako Ataka-407 Mińsk. Od 1993 nazywał się Ataka-Aura Mińsk. Uczestniczył w rozgrywkach Pucharu Intertoto w 1996. W 1997 zmienił nazwę na Ataka Mińsk, a w 1998 został rozformowany.

## Europejskie puchary
Legenda do wszystkich tabel:
- Q – runda eliminacyjna, 1/16, 1/8, 1/4, 1/2 – odpowiednia faza rozgrywek, Grupa – runda grupowa, 1r gr – pierwsza runda grupowa, 2r gr – druga runda grupowa, F – finał, R – runda, PO – play-off
- k. – rzuty karne, los. – losowanie, Dogr. – dogrywka, w. – zasada bramek strzelonych na wyjeździe

| Sezon | Rozgrywki        | Runda   | Klub             | Dom | Wyjazd | Ogólnie    |
| ----- | ---------------- | ------- | ---------------- | --- | ------ | ---------- |
| 1996  | Puchar Intertoto | Grupa 7 | Rotor Wołgograd  | 0–4 |        | 5. miejsce |
| 1996  | Puchar Intertoto | Grupa 7 | Szachtar Donieck |     | 2–1    | 5. miejsce |
| 1996  | Puchar Intertoto | Grupa 7 | Antalyaspor      | 0–3 |        | 5. miejsce |
| 1996  | Puchar Intertoto | Grupa 7 | FC Basel         |     | 0–5    | 5. miejsce |